# Taumantis globiceps
Taumantis globiceps är en bönsyrseart som beskrevs av Max Beier 1969. Taumantis globiceps ingår i släktet Taumantis och familjen Mantidae. Inga underarter finns listade i Catalogue of Life.